# Francisco Valero i Simó
Francisco Valero i Simó   (Picanya, 1895 - Picanya, 3 de març de 1969) va ser un empresari i advocat valencià, a més a més d'un dels personatges més importants de Picanya. Era fill de Francisco Valero i María Simó.
Va estudiar dret (i es convertí en un dels primers picanyers amb estudis) encara que son pare, que posseïa a Picanya una gran quantitat de terres, es va negar a què estudiara per por que es convertira en un senyoret. També aconseguí el títol de Mestre de l'Ensenyament i el de Pèrit Mercantil, no obstant no va exercir d'advocacia durant molt de temps. Primerament va treballar com a ajudant del famós criminòleg valencià Joan Barral i els següents deu anys ho va fer al seu propi despatx al carrer Blanqueries de València.
L'any 1930 morí son pare i davant la insistència de sa mare, va tornar a Picanya per ocupar-se del treball als camps i al magatzem de taronja. Va ser un dels majors exportadors de taronja cap a Anglaterra, especialment cap a Liverpool, i cap a Alemanya.
Així mateix l'any 1932 va viatjar a Itàlia i posteriorment als Estats Units on va obtenir empelts de les taronges Sanguineli, Thompsom i nàvel que feren canviar la producció de molts horts de Picanya i els seus voltants.
A partir de l'any 1934 va convertir una gran quantitat de terres de secà en terres de rec. Per fer-ho portà els més diversos enginyers que feren passar les canonades per davall del llit del barranc de Xiva al seu pas per Picanya i passant pel camí de la Pedrera, arribar a regar terres dels termes de Torrent i Alcàsser, tal com consta a l'acta (en castellà) de 30 de novembre de 1935, de l'Ajuntament de Picanya:
| « | S'acorda concedir la llicència que sol·licita en instància de data vint-i-vuit de l'actual don Francisco Valero Simó per construir una canonada subterrània per la riba de la sendera o camí de la Pedrera sense perjudici de tercera persona. | » |

Va passar la guerra civil espanyola a Anglaterra i quan tornà, a banda de refer el negoci de l'exportació, va ampliar els seus magatzems, construint-ne un a Alginet, i es dedicà a l'exportació de tomates conreades a Nerja (Andalusia).
Encara que la major part de la seua vida la dedicà a l'advocacia i a l'exportació de taronges també va ser jutge de pau abans de la Segona República.